# Maníaco da Torre
Roneys Fon Firmino Gomes (1975), mais conhecido na imprensa como Maníaco da Torre, é um assassino em série brasileiro que matou ao menos seis mulheres. Após cometer os crimes, ele deixava os corpos das vítimas embaixo de torres de alta tensão, daí seu apelido. Ele atuou na cidade de Maringá, no Paraná, e é considerado pela polícia como um dos maiores assassinos em série do estado. 
Está preso desde 2015 e já foi condenado por cinco dos crimes, sendo que sua pena chega a quase a 100 anos de prisão.

## Biografia
Roneys era casado, pai de dois filhos e trabalhava como segurança e vendedor autônomo. Sua mãe era prostituta e foi assassinada na cidade de Campo Mourão quando ele tinha sete anos de idade, após o qual ele teria ido morar perto de torres de energia elétrica.
Ele já tinha passagens pela polícia por receptação e roubo a banco.
Foi preso aos 40 anos de idade.

## Crimes
Alertada por um jornalista que cobria há mais de 30 anos a seção policial, a polícia passou a trabalhar com a possibilidade de atuação de um assassino em série depois de receber um mapeamento de todas as mortes em circunstâncias parecidas acontecidas durante vários anos. No entanto, só depois de encontrar o corpo de Mara Josiane dos Santos, em 27 de julho de 2015, é que os policiais chegaram a Roneys, após encontrar vestígios e imagens de vídeo que o colocavam na cena do crime. 
Em depoimento, o assassino, além de detalhar algumas mortes, disse que teria matado outras cinco mulheres. No entanto, os policiais acreditam que o número de vítimas seja maior e possa chega a pelo menos 13.
Após a prisão, outras mulheres prestaram depoimento e disseram que o criminoso havia tentado matar outras garotas de programa e também uma travesti.

### Motivação, área de atuação, modus operandi e perfil das vítimas
Sobre a escolha das vítimas, Roneys disse que isto acontecia de forma aleatória. Segundo seu depoimento, ele matava garotas de programa porque tinha “ódio de prostitutas”, já que sua mãe tinha sido garota de programa e também havia sido assassinada, sem que o autor do crime fosse preso, o que lhe teria causado um trauma. Depois da morte da mãe, ele teria ido morar perto de torres de energia elétrica.
O Maníaco da Torre atuou na cidade de Maringá, no Paraná, entre os anos de  2005 (nota: ou 2001, conforme O Diário) e 2015 e matava por estrangulamento/asfixia, deixando os corpos nus, de barriga para cima, sempre no meio de plantações e embaixo de torres de transmissão de energia.
Ele também esclareceu detalhes como: para evitar ser arranhado, o que poderia deixar vestígios nas unhas, deitava o banco do carro de maneira a dificultar a reação da vítima; que rezava pelas vítimas que havia matado; que matava geralmente as prostitutas que se recusavam a fazer o que ele pedia; que depois acompanhava os casos pela TV; que todos os corpos de mulheres encontrados na região da torre localizada na Estrada da Roseira teriam sido deixados por ele e que depois do local ficar “manjado” demais, teria começado a deixar as vítimas em outros pontos.

### Vítimas
Algumas das vítimas do criminoso são:
Edinalva José da Paz: 19 anos; o corpo foi encontrado em 7 de dezembro de 2010 (Roneys não admitiu este crime, mas o telefone da vítima foi encontrado com uma amiga do assassino) 
Silmara Aparecida de Melo: 33 anos, morta em 2012 
Mara Josiane dos Santos: 36 anos; tinha dois filhos e seu corpo foi encontrado em 27 de julho de 2015
Roseli Maria de Souza

## Investigações
Os investigadores encontraram as roupas de Mara Josiane a três quilômetros de distância de onde o corpo estava. Ao lado das roupas, a polícia achou pedaços de um para-choque de um carro azul. Conforme as investigações, o suspeito tinha um veículo azul e o para-choque desse automóvel estava danificado. Os pedaços que estavam com a polícia se encaixaram perfeitamente na parte estragada. Além disso, uma câmera de trânsito flagrou o automóvel no dia e local em que a mulher teria sido morta. Foi com esses indícios que a polícia pediu a prisão de Roneys.
Preso, Roneys disse que pós acertar o programa com Mara, teria seguido para uma rua escura de um bairro residencial. Lá, ela teria tirado sua roupa dentro do carro, mas os dois teriam se desentendido sobre o uso do preservativo, após o que ela teria tentado lhe tomar as chaves do veículo. Temendo ser preso, pois teria visto uma viatura da PM por perto, caso ela saísse correndo nua, ele então a teria estrangulado.
Após constatar sua morte, Roneys declarou ter seguido por um carreador de um milharal até próximo a uma torre de alta tensão, onde pretendia deixar o corpo, mas, ao ver a movimentação de veículos próximo ao local, teria mudado de ideia. Por isto, teria deixado ali apenas parte das roupas de Mara, tendo seguido depois por cerca de um quilômetro até outra propriedade rural, deixando a vítima num milharal, onde "arrumou" o corpo e rezou “pedindo perdão por seu ato e pela vítima”.
No laudo psiquiátrico, feito pelo médico psiquiatra Mauro Porcuele, o assassino foi descrito como "portador de transtorno de personalidade antissocial", que "apresenta indiferença pelos sentimentos alheios, desrespeito por normas, regras e obrigações sociais, baixa tolerância à frustração, baixo limiar para descarga de agressão. Incapacidade de experimentar culpa e aprender com a experiência, propensão para culpar os outros e tentar justificar seu comportamento. Tendência para distorcer fatos". O psiquiatra também afirmou que ele tinha consciência dos atos que praticava. 

### Prisão
Foi preso em 30 de julho de 2015. O delegado Diego Elias de Freitas disse posteriormente que "quando a gente descobriu quem era o autor desses crimes, o Roneys, ele agradeceu à polícia. Ele agradeceu porque se não tivesse parado ele, ele ia continuar porque era uma força que vinha dele, um sentimento, uma vontade de matar que fazia ele praticar esses crimes".

## Julgamento e penas
O primeiro caso julgado, em Maringá, em 14 de março de 2019, foi o de Edinalva, morta em 2010. O réu respondeu pelos crimes de homicídio duplamente qualificado (mediante asfixia e mediante dissimulação, já que teria enganado a vítima dizendo que fariam um programa sexual) e ocultação de cadáver e acabou condenado a 21 anos e 4 meses de prisão. Em dezembro de 2019, ele foi condenado a mais 23 anos pela morte de Silmara.
Em junho de 2022 ele foi condenado também a outros 31 anos de prisão pelo homicídio triplamente qualificado e ocultação de cadáver de Roseli Maria de Souza e posteriormente, em abril de 2021, a 21 anos pela morte de Mara Josiane dos Santos.  
Roneys foi inocentado do homicídio de uma mulher não identificada, sendo no entando condenado pela ocultação de cadáver da mesma, o que levou a Promotoria Pública a recorrer da sentença, por considerá-la contraditória. 